# ریچارلیسون باربوسا
ریچارلیسون (به پرتغالی: Richarlyson Barbosa Felisbino) هافبک اهل برزیل است که در شهر ناتال و در تاریخ ۲۷ دسامبر ۱۹۸۲ به دنیا آمده‌است.
ریچارلیسون در تیم‌های فوتبال Santo André سابقهٔ حضور دارد.